# José Carlos Oliveira (político)
José Carlos Oliveira (Macambira, 25 de outubro de 1965) é um técnico de seguro social, administrador e político brasileiro. Ex-presidente do Instituto Nacional do Seguro Social (INSS), entre 10 de novembro de 2021 e 30 de março de 2022, foi ministro do Trabalho e Previdência do governo Jair Bolsonaro até 31 de dezembro de 2022.

## Biografia
Em julho de 1985, ingressou por meio de concurso público no Instituto Nacional do Seguro Social (INSS) — então Instituto Nacional de Previdência Social (INPS).
Formou-se, em 1996, em Administração de empresas pela Fundação Escola de Comércio Álvares Penteado (FECAP), de São Paulo.
Em novembro de 2003, licenciou-se, sem qualquer remuneração do Instituto, para exercer atividades na iniciativa privada e atividades parlamentares, até agosto de 2016. Neste período, entre 2008 e 2012, foi eleito vereador suplente de Antonio Carlos Rodrigues, pelo Democratas (DEM), em São Paulo. Assumiu o mandato, já filiado ao Partido Social Democrático (PSD), entre 9 de outubro e 20 de novembro de 2012. Não é mais filiado a partido político.

A partir de 2016, exerceu diversos cargos no INSS, até a presidência, em 10 de novembro de 2021. Deixou o cargo em 30 de março de 2022, quando assumiu como ministro do Trabalho e Previdência, sucedendo o ex-ministro Onyx Lorenzoni.